# Flor Silvestre con el Mariachi México
Flor Silvestre con el Mariachi México es el segundo álbum de estudio de la cantante mexicana Flor Silvestre, lanzado en 1963 por Discos Musart. Este disco incluye su segunda versión de su éxito «Cielo rojo» y también sus primeras grabaciones de boleros rancheros, entre otras canciones. El Mariachi México de Pepe Villa acompaña a Flor en todos los temas excepto «Amémonos».
Flor interpretó los temas «Cariño bonito» (con Álvaro Zermeño) y «Pa' todo el año» en la película Tres muchachas de Jalisco (1964). La grabación discográfica de «Cariño bonito» forma parte de la banda sonora de la película El revólver sangriento (1964).

## Lista de canciones
| Lado 1 |                        |                                                |          |  |
| N.º    | Título                 | Escritor(es)                                   | Duración |  |
| 1.     | «Cielo rojo»           | Juan Záizar                                    |          |  |
| 2.     | «Pa' todo el año»      | José Alfredo Jiménez                           |          |  |
| 3.     | «Duda»                 | Rubén Fuentes (música) Rafael Cárdenas (letra) |          |  |
| 4.     | «Cariño bonito»        | Cuco Sánchez                                   |          |  |
| 5.     | «Échame a mí la culpa» | José Ángel Espinosa                            |          |  |
| 6.     | «Renunciación»         | Antonio Valdés Herrera                         |          |  |

| Lado 2 |                                      |                                                             |          |  |
| N.º    | Título                               | Escritor(es)                                                | Duración |  |
| 1.     | «Desolación»                         | Manuel S. Acuña                                             |          |  |
| 2.     | «El peor de los caminos»             | José Alfredo Jiménez                                        |          |  |
| 3.     | «Tu capricho»                        | Raúl Alcántara                                              |          |  |
| 4.     | «Aquel inmenso amor»                 | Roberto Cantoral                                            |          |  |
| 5.     | «Amémonos» (con el Mariachi Zapopan) | Manuel María Flores (letra) Carlos Montbrun Ocampo (música) |          |  |
| 6.     | «Para morir iguales»                 | José Alfredo Jiménez                                        |          |  |

- Datos: Q35943725